# صلاح عبدالصبور
صلاح عبد الصبور (زادهٔ ۱۹۳۱ در زقازیق، مصر - درگذشتهٔ ۱۹۸۱) نویسنده، ناقد و یکی از نخستین شعرا نوگرای عرب و مصر است.

## زندگی
صلاح عبد الصبور در سال ۱۹۳۱ در روستای زقازیق زاده شد و بعد از اتمام دوره دبیرستان در رشته ادبیات عرب در دانشگاه قاهره تحصیل نمود. او از کودکی به شعر علاقه داشت و اولین شعرش در دوران دبیرستان در مجله القاهره منشر شد. پس از فارغ‌التحصیلی از دانشگاه مدتی در دبیرستان‌ها ادبیات درس داد و پس از استعفا شروع به فعالیت در مؤسسه مطبوعاتی روز الیوسف کرد. او به فعالیت مطبوعاتی علاقه زیادی داشت و در طول حیاتش با مجلات الاداب، صباح الخیر، الشعب و روز الیوسف همکاری کرد، همچنین او مدتی در بخش فرهنگی مجله الاهرام دبیر ادبی بود و مدتی نیز سردبیری مجله الکاتب را به عهده داشت. صلاح عبدالصبور چند سال رایزن سفارت مصر در دهلی بود و در هنگامی که ریاست نمایشگاه بین‌المللی کتاب قاهره را بر عهده داشت از شرکت دادن اسرائیل امتناع کرد که این عمل باعث درگیری او با انور سادات رئیس‌جمهور وقت مصر شد. وی در ۱۳ اوت ۱۹۸۱ در پنجاه سالگی بر اثر سکته قلبی بدرود حیات گفت.
عبد الصبور از پیشگامان شعر نو در مصر محسوب می‌شود. او در ابتدا واقع گرایی سوسیالیست بود و بعدها به موضوعات معنوی و مسائل فراطبیعی و تصوف گرایش یافت. او از تی.اس. الیوت بسیار تأثیر پذیرفت آن‌چنان‌که خود می‌گوید:
وقتی در جوانی با الیوت آشنا شدم، در آغاز قبل از آن‌که افکار او مرا جلب کند. جسارت او در زبان شعر، مرا جلب کرد.

## آثار

### شعر
- الناس فی بلادی، (۱۹۵۷)
- اقول لکم۷ (۱۹۶۱)
- احلام الفارس القدیم، (۱۹۶۴)
- تاملات فی الزمن جریح، (۱۹۷۰)
- شجر اللیل، (۱۹۷۲)

### نمایشنامه‌های منظوم
- مأساة الحلاج، (۱۹۶۵)
- مسافر لیل، (۱۹۶۹)
- الأمیرة تنتظر، (۱۹۶۹)
- لیلی و المجنون، (۱۹۷۰)